# Gotha Projekt P 50/II
O Gotha Projekt P 50/II foi um protótipo aeronáutico da Gothaer, durante a Alemanha Nazi, para a concepção de um planador de transporte aéreo. Depois de o RLM dispensar o Gotha Projekt P 50/I por ter um design pouco convencional, a Gothaer modificou o projecto e desenhou a segunda verão, desta vez com um design convencional. Também neste, uma tripulação de dois elementos controlaria a aeronave. Embora também esta versão não fosse produzida, o seu designer, Albert Kalkert, desenvolveu e construiu o Gotha-Kalkert Ka 430, que era muito similar ao P 50/II.